# Stroncij
Stroncij je kemijski element atomskog (rednog) broja 38 i atomske mase 87,62(1). U periodnom sustavu elemenata predstavlja ga simbol Sr.
Stroncij je mekani, srebrnastobijeli metal, koji na zraku poprima žućkastu boju. U prirodi se javlja u mineralima celestinu i stroncijanitu (SrCO3). Elementarni stroncij jako oksidira na zraku pa se stoga čuva u kerozinu. Zapaljen gori jarkim crvenoljubičastim plamenom.
Izotop stroncij-90 se pojavljuje u radioaktivnim oblacima i ima vrijeme poluraspada 28,9 godina. Stroncij je dobio naziv prema selu Strontian u Škotskoj, gdje je njegov mineral i otkriven.

## Svojstva
Stroncij je mekani, srebrnastobijeli metal, koji na zraku poprima žućkastu boju. On vrlo snažno reagira s vodom, stvarajući stroncijev hidroksid i vodik. Sa zrakom gori žutim plamenom, stvarajući i stroncijev oksid i stroncijev nitrid, ali kako s dušikom ne reagira ispod 380 °C, na sobnoj temperaturi se stvara samo stroncijev oksid.
Budući da snažno reagira i s vodom i s kisikom, u prirodi se stroncij pojavljuje samo kao spoj, kao što su minerali celestit i stroncijanit. Čisti stroncij se čuva u mineralnom ulju ili petroleju, da bi se spriječila oksidacija. Sitni stroncijev prah spada u grupu pirofornih metala, a to znači da će samostalno reagirati s kisikom na sobnoj temperaturi. Hlapljive stroncijeve soli stvaraju crveni plamen, pa se često koriste u pirotehnici za baklje crvene boje. Prirodno je stroncij mješavina četiri stabilna izotopa.

## Povijest
Stroncijanit je pronađen 1787. godine u rudnicima olova kod škotskog sela Strontian. Kemičar i fizičar Adair Crawford ustanovio je 1790. da se novootkriveni mineral svojstvima razlikuje od sličnih minerala barija, što je dovelo do otkrića elementa stroncija 1798. Profesor kemije na sveučilištu u Edinburghu, Thomas Charles Hope, proučavao je Crawfordovo otkriće i zaključio da se mineral stroncijanit sastoji od još nepoznatog elementa, kojemu je dao ime stroncij (eng. Strontium). Humphry Davy je 1808. godine pomoću elektrolize prvi uspio izolirati metal.
Prva velika primjena stroncija je bila u proizvodnji šećera iz šećerne repe, što se počelo primjenjivati oko 1870. Iako se u postupku dobivanja šećera stroncijev hidroksid obnavlja, njegov gubitak u procesu stvara veliku potražnju za tim mineralom.

## Proizvodnja
Stroncij se relativno često pojavljuje u prirodi te je petnaesti element po učestalosti na Zemlji. Najveći svjetski proizvođač, prema stanju iz 2005. godine, bila je Kina (oko dvije trećine ukupne svjetske proizvodnje stroncija), a slijedili su Španjolska i Meksiko.
Stroncij se dobiva elektrolizom rastaljenog stroncijevog klorida pomiješanog s kalijevim kloridom:
Sr2+ + 2 e- → Sr
2 Cl- → Cl2 (plin)  + 2 e-

## Izotopi
Stroncij ima četiri stabilna izotopa koja se prirodno pojavljuju: stroncij-84 (0,56%), stroncij-86 (9,86%), stroncij-87 (7,0%) i stroncij-88 (82,58%). Jedino se stroncij-87 dobiva radioaktivnim raspadom i to iz rubidija-87, koji ima vrijeme poluraspada 4,88 × 1010 godina. Ostali stabilni izotopi nastaju u jezgrama zvijezda. U geološkim izvještajima, uobičajeno je mjeriti odnos u stijenama između stroncija-87 i stroncija-86, koji se kreće između 0,7 do 4,0. Budući da stroncij ima vrlo sličan atomski polumjer kao kalcij, često ga mijenja u mineralima. 
Poznato je 16 nestabilnih izotopa, a najvažniji među njima su stroncij-90, s vremenom poluraspada 28,78 godina i stroncij-89, s vremenom poluraspada 50,5 dana. Stroncij-90 nastaje u nuklearnoj fisiji, može se naći u radioaktivnom oblaku nakon nuklearnih testiranja ili nesreća u nuklearnim elektranama. Stroncij-90 je radioaktivni element koji ostaje u tijelu i nemoguće ga je ukloniti jer zamjenjuje kalcij u kostima. Osim toga, jedan je od najznačajnijih elemenata koji emitiraju beta-čestice. Nakon Černobilske nesreće ogromno područje je bilo zagađeno sa stroncijem-90.
Stroncij-89 je umjetni radioaktivni izotop, koji se koristi u liječenju raka kostiju. U slučaju da bolesnik ima raširene i bolne metastaze kostiju, stroncij-89 se dovodi do kritičnog mjesta. On se proizvodi u obliku kloridne soli, koja je topiva, pa se kao otopina ubrizgava kroz vene. Taj postupak je vrlo kritičan, jer i urin bolesnika postaje radioaktivan. Beta-čestice putuju oko 3,5 mm u kost (energija 0,583 MeV) ili 6,5 mm u tkivo.

## Upotreba
Upotreba stroncija je raznolika: najčešće se koristio u staklu za katodne cijevi u televizorima u boji kako bi spriječio emisiju štetnih X-zraka. Također je sastavni dio nekih legura u automobilskoj industriji, pirotehničkih rekvizita ("bengalki"), a radioaktivni izotopi stroncija, stroncij-89 i stroncij-9, koriste se u liječenju raka. Stroncijev hidroksid (Sr(OH)2) je jaka baza, topiva u vodi, koja se upotrebljava u šećernoj industriji. Također, minerali i soli stroncija se u metalurgiji koriste za čišćenje čelika od fosfora i sumpora.
Čisti stroncij se koristi za dobivanje aluminijske legure s 90% Sr i 10% Al, koja služi kao dodatak za promjenu svojstava legure aluminija i magnezija. Stroncij se s 2% težinski dodaje i u leguru AJ62, koju koristi tvrtka BMW za magnezijevu leguru, koja se koristi za motore automobila i motorkotača, a to je legura otporna na puzanje.

### Primjena stroncijevih spojeva
Stroncij se najviše koristio u staklu za katodne cijevi u televizorima u boji, kako bi spriječio emisiju štetnih rendgenskih zraka. Svi dijelovi staklene katodne cijevi treba da štite emisiju rendgenskih zraka. U staklo se uglavnom dodaje olovo, osim u prednjem dijelu zaslona ili ekrana, gdje se u staklo dodaje stroncij i barij za apsorbiranje rendgenskih zraka. Prosječna mješavina prednjeg stakla katodne cijevi je 8,5% stroncijevog oksida i 10% barijevog oksida.
Ostale primjene stroncijevih spojeva su:
- koriste se za feritne magnete
- stroncijev titanat (SrTiO3) ima izuzetno visok indeks prelamanja i raspršenja svjetlosti, što se koristi u optici. On se koristi i kao drago kamenje, a ponekad i kao zamjena za dijamant (mekan je i lako se grebe, što mu smanjuje primjenu)
- stroncijev karbonat, stroncijev nitrat i stroncijev sulfat se koriste za vatromet (crvena boja)
- stroncijev aluminat (SrAl2O4) se koristi kao dugotrajna fosforenscentna tvar, zbog jakog svojstva fosforenscencije
- stroncijev klorid (SrCl2) se ponekad koristi u pastama za zube za osjetljive zube.
- stroncijev oksid (SrO) se ponekad koristi za poboljšanje kvalitete glazure na keramici
- stroncijev ranelat se koristi za liječenje osteoporoze (u Europi je dozvoljen lijek preko recepta, dok u SAD i Kanadi nije).

### Primjena radioaktivnih stroncijevih izotopa
Stroncij-89 je umjetni radioaktivni izotop, koji se koristi u liječenju raka kostiju. U slučaju da bolesnik ima raširene i bolne metastaze kostiju, stroncij-89 se dovodi do kritičnog mjesta. On se proizvodi u obliku kloridne soli, koja je topiva, pa se kao otopina ubrizgava kroz vene. Taj postupak je vrlo kritičan, jer i urin bolesnika postaje radioaktivan. Beta-čestice putuju oko 3,5 mm u kost (energija 0,583 MeV) ili 6,5 mm u tkivo. 
Stroncij-90 se koristi za termoelektrične generatore, jednu vrstu baterija koja stvara oko 0,93 W topline na jedan gram stroncijevog fluorida. Ipak, stroncij-90 ima oko tri puta manje vrijeme poluraspada od plutonija-238, pa se manje koristi. Prednost stroncija-90 je da je jeftiniji od plutonija-238 i ima ga u nuklearnom otpadu. Bivši Sovjetski Savez je bio primijenio oko 1000 termoelektričnih generator za svjetionike i meteorološke stanice.
Stroncij-90 se koristi i za liječenje raka radioaktivnom terapijom, jer emitira beta-čestice, a vrijeme poluraspada je 28,78 godina.
Budući da je stroncij sličan kalciju, on se nalazi i u kostima i to sva četiri stabilna izotopa. Udio pojedinih izotopa ovisi o području svijeta u kojem neka osoba živi, tako da to svojstvo koriste forenzičari, ali i antropolozi, da otkriju kretanje ljudske vrste kroz povijest.

## Utjecaj na zdravlje
Ljudsko tijelo absorbira stroncij na isti način kao i kalcij, u kostima, zbog relativne sličnosti ova dva elementa. Stabilni stroncij neće štetiti zdravlju, no radioaktivni stroncij-90 može uzrokovati razna oštećenja i bolesti kostiju, uključujući i rak.
Stroncijev ranelat se koristi za liječenje osteoporoze (u Europi je dozvoljen lijek preko recepta, dok u SAD i Kanadi nije - tamo se koristi stroncijev citrate ili stroncijev karbonat). On je odobren za prevenciju prijeloma i liječenje postmenopauzalne osteoporoze. Ima jedinstveni mehanizam djelovanja. Povećava mineralnu gustoću kosti i smanjuje rizik za prijelome kralješnice za 41%, a smanjuje rizik nevertebralnih prijeloma za 19% tijekom 3 godine liječenja. Nedostatak je što stvara mučninu i dijareju, obično u prva 3 mjeseca liječenja i ne smije se uzimati s hranom.